# Cal Prim (Gisclareny)
Cal Prim és una masia de Gisclareny (Berguedà) inclosa a l'Inventari del Patrimoni Arquitectònic de Catalunya.

## Descripció
Masia d'estructura clàssica amb la coberta a dues aigües amb teula àrab i el carener perpendicular a la façana orientada a ponent. És de planta rectangular i potser el més característic, s'estructura en planta baixa i tres pisos superiors, posats en cert desnivell. A la façana hi ha una doble balconada de fusta aixoplugada per la teulada que deixa a la vista les encavallades de fusta. A ponent hi ha adossat un cos rectangular i d'una alçada semblant que sembla que s'usava com a pallissa i cort.

## Història
Cal Prim fou construïda a finals del segle xvii o començaments del segle xviii. S'abandonà després de la guerra civil (1936- 1939) i des d'aleshores està en desús.